# 7124 Glinos
7124 Glinos eller 1990 OJ4 är en asteroid i huvudbältet som upptäcktes den 24 juli 1990 av den amerikanske astronomen Henry E. Holt vid Palomarobservatoriet. Den är uppkallad efter den kanadensiske astronomen Tom Glinos.
Asteroiden har en diameter på ungefär 14 kilometer.